# Johanna Hofring
Emma Johanna Hofring, född 22 maj 1973 i Oscar församling, Stockholms län, är en svensk modeskapare.
Hon är verksam i Mölnbo, tidigare i Stockholm och New York. Hofring drev butiken Ekovaruhuset/House of Organic.com i Mölnbo (tidigare på Österlånggatan i Gamla stan, Stockholm), med inriktning mot ekologiskt tillverkat mode. Karaktäristiskt för Hofrings kläder är silhuetter med accenter i form av virkade och stickade kragar och dekorer. Numera arbetar hon med projektet Nutiden, en ekologisk bygemenskap i Mölnbo. Hofring medverkade dessutom i en TV-produktion för SVT Barnkanalen tillsammans med sin familj med titeln ¨Gäst i Spenaten¨ där kända stadsbor och deras barn besökte familjen i kollektivet där de bor och provade på deras enkla livsstil med odling och hantverk medan de samtalade om hur vi kan leva i harmoni med jorden och varandra. Några av gästerna var Alexandra Pascalidou, Dogge Doggelito och ¨arga snickaren¨ Anders Öfvergård. De senaste åren har Hofring även arbetat tillsammans med sin man Tor Söderin med en utställning under namnet Next Level Craft, som visats i Umeå, Östersund, Härnösand, Washington, Jokkmokk, Paris och Borås.